# شمینی
شمینی (به عربی: شميني) یک شهرداری در الجزایر است که در استان بجایه واقع شده‌است.